# Pod Turnovskou tratí
Pod Turnovskou tratí je ulice v Hloubětíně na Praze 14, která spojuje ulici Sadskou a Poděbradskou. Protíná ji ulice Mochovská a od západu do ní ústí ulice Konzumní. Má přibližný severojižní průběh.

## Historie a názvy
Základy ulice existovaly nejpozději kolem roku 1910. Pojmenována byla však až v roce 1925, a sice podle své polohy na jih od železniční trati Turnovsko-kralupsko-pražské dráhy, jejíž odbočka z Neratovic na nádraží císaře Františka Josefa (dnešní Praha hlavní nádraží) byla dána do provozu v roce 1872. V době nacistické okupace v letech 1940–1945 se německy nazývala Turnauer Streckenweg.

## Zástavba
Severní část ulice tvoří rodinné domy se zahradami, jižní část od křižovatky s ulicí Mochovskou charakterizuje bloková zástavba přízemních a jednopatrových domů. 
V jižní části ulice bývalo kino "Cíl" – původně na adrese Pod turnovskou tratí 218/1a. Po zbourání tzv. Kejřových domů počátkem 60. let 20. století kino změnilo vchodovou orientaci a dostalo novou adresu jako Poděbradská.[zdroj?]

## Galerie

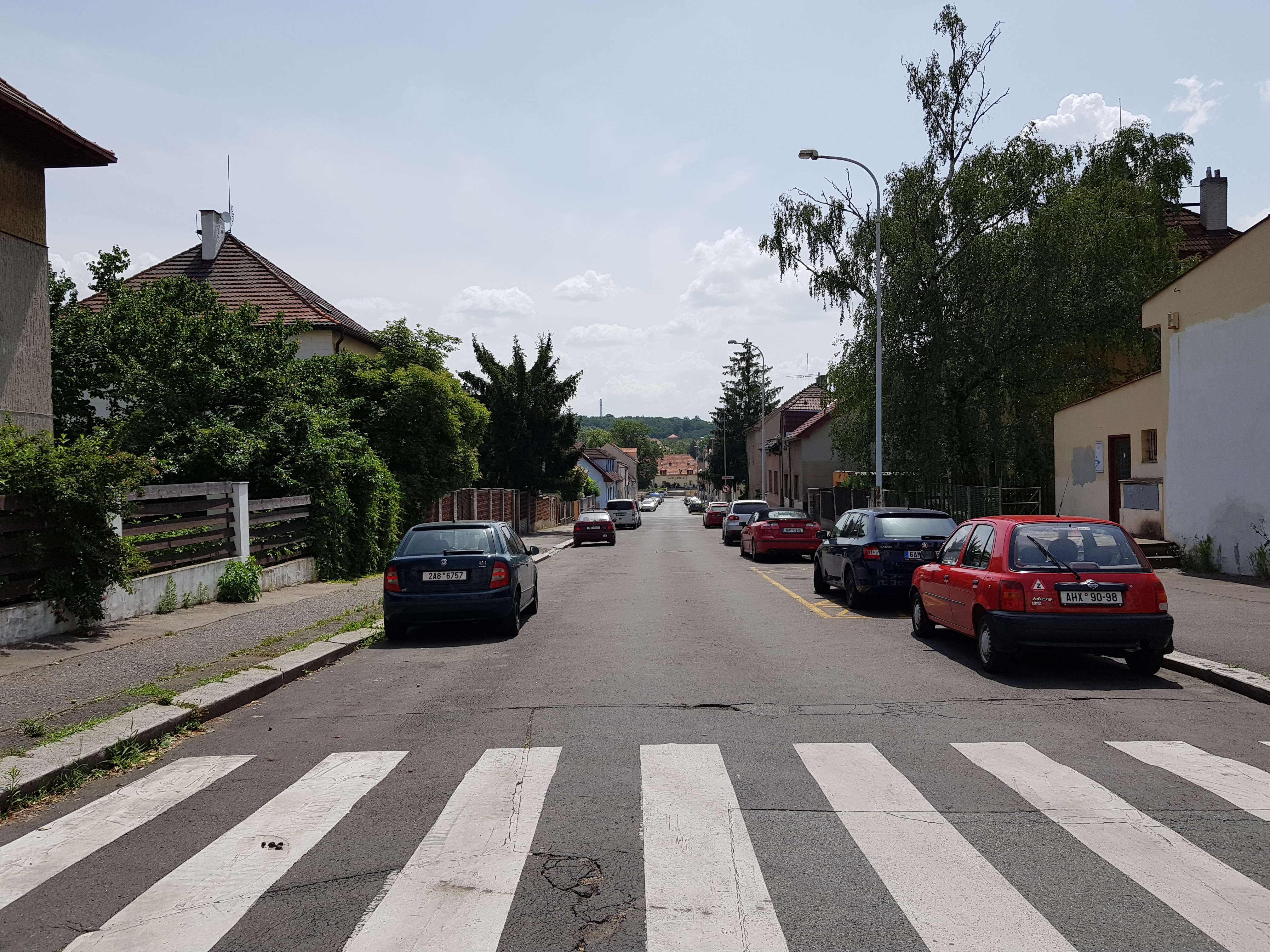
Pohled na ulici od severu.
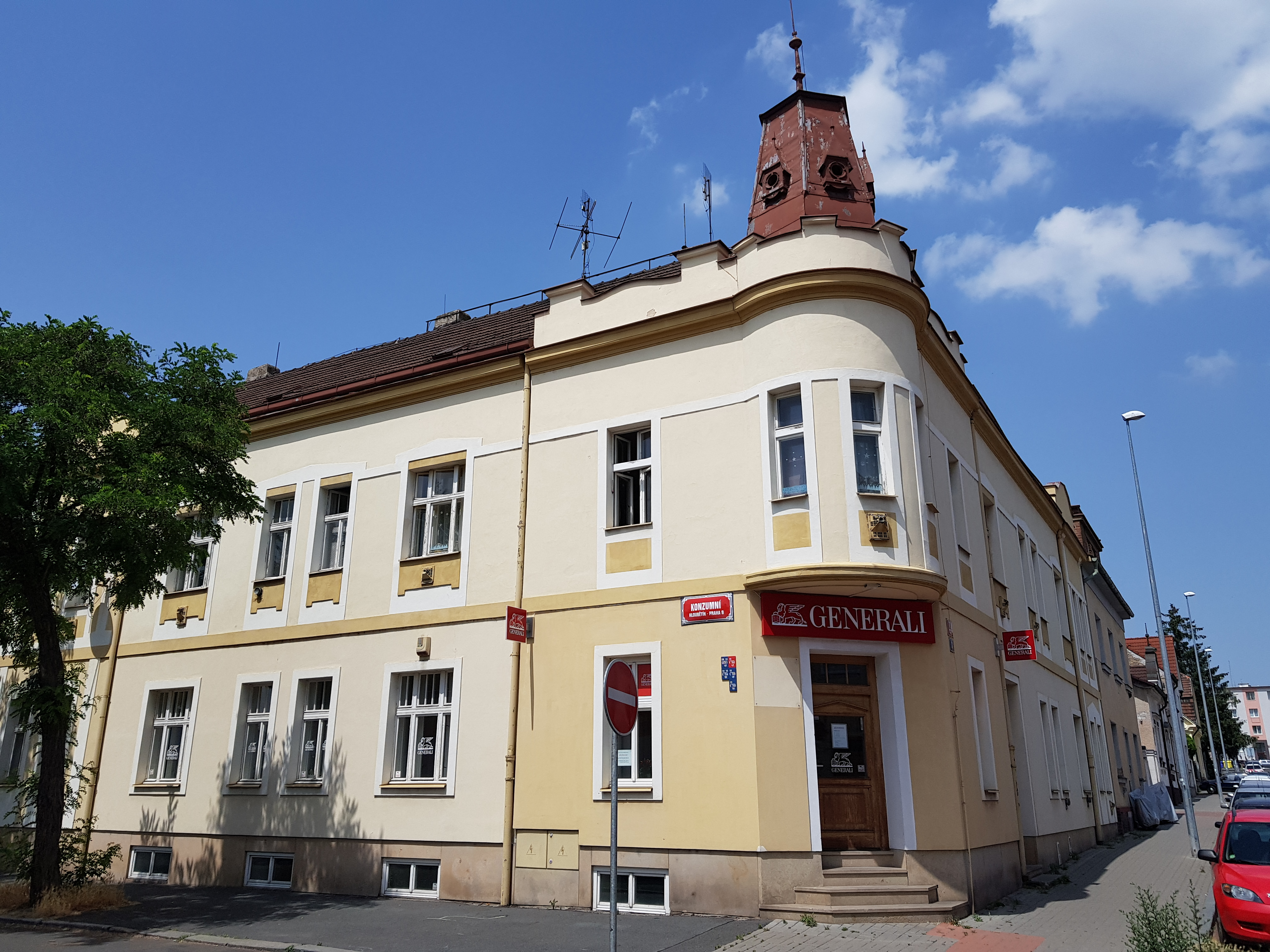
Nárožní dům Pod Turnovskou tratí čp. 170/3 na rohu s ulicí Konzumní.
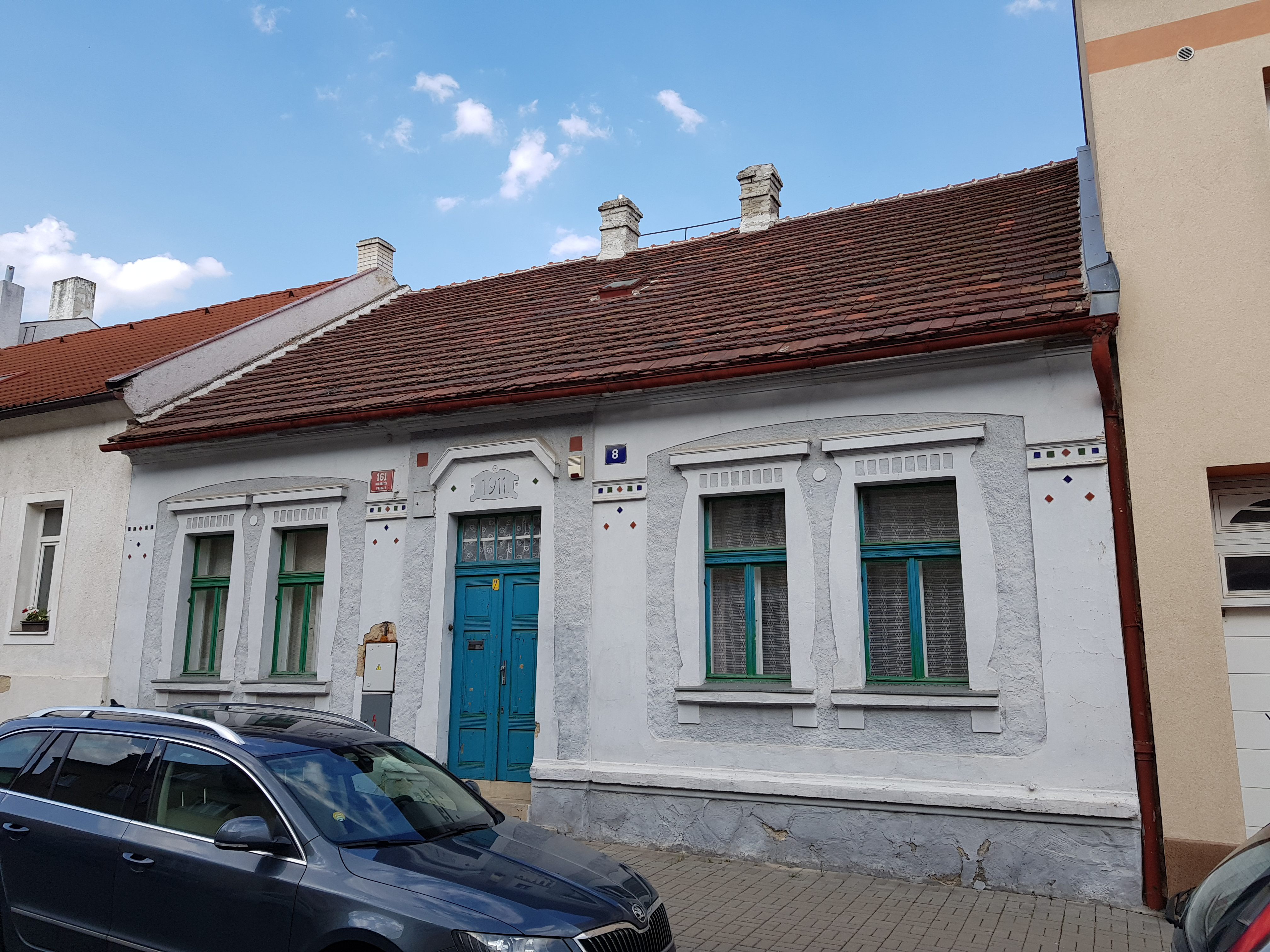
Dům čp. 161/8 z roku 1911 ve stylu geometrické secese.
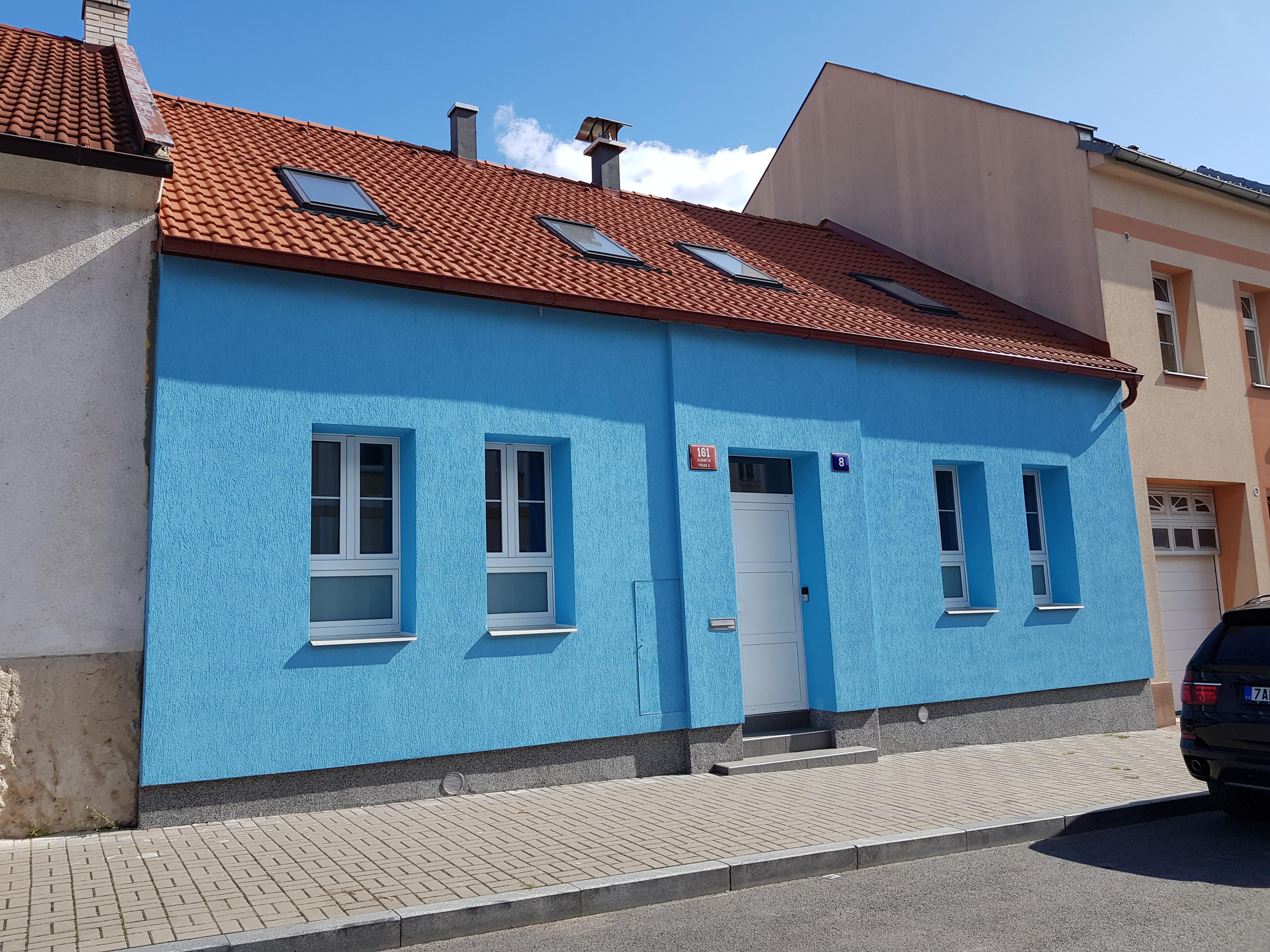
Dům čp. 161/8 po zateplení.